# José de las Fuentes Rodríguez
José de las Fuentes Rodríguez (General Cepeda, Coahuila, 20 de abril de 1920 - México, D. F., 8 de octubre de 2011), conocido como El Diablo de las Fuentes, fue un abogado, funcionario público y político mexicano: rector de la Universidad Autónoma de Coahuila (1960-1967), presidente de la Cámara de Diputados (1968), secretario general de la CNOP (1976-1979), secretario general del Partido Revolucionario Institucional (1979-1981) y gobernador de su estado natal (1981-1987).

## Biografía
Hijo de José Leopoldo de las Fuentes Verástegui y de María de la Luz Rodríguez Martínez, cursó la instrucción media y el bachillerato en Saltillo, este último en el Ateneo Fuente. Se tituló como licenciado en derecho en la Universidad Nacional Autónoma de México (1944), donde se doctoró en derecho penal. 

### Carrera profesional
Fue catedrático de la misma facultad,  agente del Ministerio Público y juez penal en el D.F. (hoy la Ciudad de México), prestó sus servicios a la Comisión Nacional Distribuidora y Reguladora de Abastos Populares (Conasupo) al lado de su director, Nazario S. Ortiz Garza (1945-1947); procurador general de Justicia del estado de Coahuila (1957- 1963), diputado federal en dos ocasiones (1967-1970 y 1977-1978), catedrático y rector de la Universidad Autónoma de Coahuila (1963-1969), presidente del CDE del Partido Revolucionario Institucional en Coahuila (1975-1976); secretario general de la Confederación Nacional de Organizaciones Populares (CNOP, 1976-1979), secretario general del Comité Ejecutivo Nacional del PRI (1979-1981), gobernador constitucional del estado de Coahuila (1981-1987). 
Durante su administración impulsó los programas de vivienda popular. Construyó en Saltillo el Centro de Convenciones y el edificio de la Procuraduría General de Justicia. El ejercicio de la hacienda pública observó un equilibrio que evitó endeudamientos al Estado.
Falleció a los 91 años de edad, en la Ciudad de México el 8 de octubre del 2011.